# Elaphoidella vandeli
Elaphoidella vandeli is een eenoogkreeftjessoort uit de familie van de Canthocamptidae. De wetenschappelijke naam van de soort is voor het eerst geldig gepubliceerd in 1958 door Chappuis & Rouch.